# Jezierzyce (Rąbino)
Jezierzyce (deutsch Jeseritz) ist eine kleine Siedlung und ein ehemaliges Gutsdorf in der Woiwodschaft Westpommern. Der Ort gehört zur Landgemeinde Rąbino (Groß Rambin) im Powiat Świdwiński (Schivelbein).

## Geographische Lage
Jezierzyce liegt acht Kilometer südlich von Rąbino und ist von jeher organisatorisch verbunden mit dem Dorf Lipie (Arnhausen).

## Geschichte
Das Gut Jeseritz vererbte Leontine von Kleist geborene von Manteuffel an ihren Enkel Rudolf von Kleist. Ihm gelang es, in jahrelanger Arbeit das 694 Hektar große Gut wieder zu wirtschaftlicher Blüte zu bringen. Doch nur einer Generation war es vergönnt, sich am Jeseritzer Besitz zu erfreuen. Mit dem Einmarsch der Russen in Pommern ging – wie alle Kleistschen Güter – auch Jeseritz verloren. Rudolf von Kleist und seine Frau Gertrud von Usedom (Zirmoisel) lehnten es bis zuletzt ab, mit den Trecks die Heimat zu verlassen. Am 6. März 1945 wurde Rudolf von Kleist vor der eigenen Haustür des von ihm erbauten Herrenhauses in Jeseritz vor den Augen seiner Frau von einem russischen Offizier erschossen.
Bis 1945 gehörte Jeseritz zum Landkreis Belgard (Persante).

## Kirche
Jeseritz verfügte über keine eigene Kirche. Kirchdorf war Arnhausen, zu dessen Kirchspiel im Kirchenkreis Belgard, Kirchenprovinz Pommern der evangelischen Kirche der Altpreußischen Union es bis 1945 gehörte. Das Kirchenpatronat hatte die Gutsbesitzerfamilie von Kleist inne. Letzter deutscher Gemeindepfarrer war Egbert Zieger.
Heute gehört Jezierzyce zum Kirchspiel Koszalin (Köslin) in der Diözese Pommern-Großpolen der polnischen Evangelisch-Augsburgischen Kirche.